# Hansjörg Auf der Maur
Hansjörg Auf der Maur (* 24. November 1933 in Brunnen (Schwyz); † 22. Juli 1999 in Wien) war ein Schweizer Theologe und Professor für Liturgiewissenschaft an der Universität Wien. Er trat 1959 der Missionsgesellschaft Bethlehem Immensee bei.

## Leben und Wirken
Nach dem Studium in Brüssel und Trier übte er Missionstätigkeiten in Taiwan aus. Von 1971 bis 1985 war Auf der Maur Professor an der Katholisch-Theologischen Fakultät in Amsterdam, ab 1985 Professor für Liturgiewissenschaft und Sakramententheologie und Vorstand des Instituts für Liturgiewissenschaft an der Katholisch-Theologischen Fakultät der Universität Wien.
Kritik an Auf der Maurs Buch Feiern im Rhythmus der Zeit (1983) übte Benedikt Kranemann: Der darin gewählte Ansatz sei «bei aller glänzenden Darstellung im Detail» nicht wirklich geeignet, «um Liturgiegeschichte zu beschreiben», da er Liturgie «von ihrem religiösen, kulturellen, sozialen Umfeld» trenne.

## Werke
- Gottesdienst der Kirche. Handbuch der Liturgiewissenschaft. Herausgegeben von Hans Bernhard Meyer, Hansjörg Auf der Maur, u. a., 6 Bände, 1984–1999.
- Feiern im Rhythmus der Zeit. Herrenfeste in Woche und Jahr. Gottesdienst der Kirche. Handbuch der Liturgiewissenschaft. Band 5. (aktuell in 2. Auflage bearbeitet von Reinhard Meßner und Harald Buchinger)
- Die Osterfeier in der alten Kirche. (Aus dem Nachlass herausgegeben von Reinhard Meßner u. Wolfgang G. Schöpf; mit einem Beitrag von Clemens Leonhard), Münster 2003. (Reihe Liturgica Oenipontana 2)

## Familie
Eine Großnichte von Auf der Maur ist die kanadische Rocksängerin und -bassistin Melissa Auf der Maur.
Auf ihrem gleichnamigen Musikalbum hat sie das heraldische Familienwappen der Auf der Maurs, einen sich aufbäumenden Geißbock auf einer Burgmauer, gekrönt von einem Ritterhelm, in das Booklet aufnehmen lassen.